# Mateusz Godlewski
Mateusz Godlewski (ur. 18 kwietnia 1997) – polski szermierz, walczący szablą. Brązowy medalista Mistrzostw Europy Juniorów w szermierce 2016 oraz wielokrotny medalista Mistrzostw Polski. Reprezentant Polski Juniorów do lat 20.
Godlewski zaczął trenować szermierkę w 1 klasie gimnazjum. Jego pierwszym medalem było wicemistrzostwo Polski kadetów w drużynie. Godlewski ma 14 medali mistrzostw Polski z czego: 2 złota indywidualnie, 6 złota drużynowo, 1 srebro drużynowo, 3 brązowe w drużynie i dwa brązy indywidualnie. Reprezentował kraj na wielu imprezach międzynarodowych ranki Pucharu Świata w kategorii Junior oraz Senior.
Jego dorobek międzynarodowy to: 3. miejsce Pucharu Europy Kadetów. 7. miejsce Pucharu Świata Juniorów. 3. miejsce w Mistrzostwach Europy Juniorów, 4. miejsce na Mistrzostwach Europy i Świata Juniorów oraz 2. miejsce na Pucharze Świata Juniorów.